# Al-Quwa Al-Jawiya
O Nadi Al-Quwa Al-Jawiya Al-Riyadhi é um clube de futebol com sede em Rusafa, Bagdá, Iraque. A equipe compete no Campeonato Iraquiano de Futebol.

## História
O clube foi fundado em 1931, é o mais antigo clube existente no Iraque.
É também um dos clubes mais bem sucedidos do Iraque, tendo conquistado seis títulos da Premier League iraquiana, sendo o mais recente na temporada 2016-17. O clube venceu quatro Copas da FA no Iraque, além de três Copas de Elite Iraquianas e duas Supercopas do Iraque, somando as cinco ligas centrais iraquianas e uma Copa do Iraque que venceu antes de 1974, quando as competições nacionais foram disputadas em um torneio nível regional. É também o primeiro de apenas dois clubes a conquistar todos os quatro troféus nacionais (Liga, FA Cup, Taça de Elite, SuperTaça) na mesma temporada (na temporada 1996-97).
No nível continental, o Al-Quwa Al-Jawiya venceu duas competições de segundo nível (as Copas AFC de 2016 e 2017 ), mas ainda precisa igualar o feito do rival Al-Shorta de vencer uma competição de primeira linha. Os Falcons participaram da Liga dos Campeões da AFC três vezes desde a sua fundação em 2002, mas não conseguiram passar da fase de grupos de cada vez, e o máximo que alcançaram no Campeonato de Clubes da UAFA é o quarto de final na edição de 2012–13 . .

## Títulos

### Internacionais
- Copa da AFC: 3 (2016, 2017 e 2018)

### Nacionais
- Iraque Premier League: 7 (1975, 1990, 1992, 1997, 2005, 2017 e 2021)
- Copa do Iraque: 5 (1978, 1992, 1997, 2016 e 2021)
- Taça da Liga: 3 (1994, 1996 e 1998)
- Super Copa do Iraque: 2 (1997 e 2001)
- Liga Central do Iraque: 5 (1958, 1962, 1964, 1973 e 1974)

## Notáveis treinadores
- Kadhim Abadi
- Shawqi Aboud
- Abdelilah Mohammed (1971–74)
- Vojo Gardašević (1980–81)
- Amer Jamil
- Adil Yousef
- Ayoub Odisho (1996–97), (2012–13)